# XI. János konstantinápolyi pátriárka
XI. János, vagy Jóannész Bekkosz, Vekkosz (ógörögül: Ιωάννης ΙΑ΄ Βέκκος, latinul: Johannes Beccus), (1225 körül – 1297 márciusa) konstantinápolyi pátriárka 1275-től 1282-ig.
János ékesszólásáról ismert tudós volt, akit nagyrabecsült és hivatali ügyekben alkalmazott VIII. Mikhaél bizánci császár. Kezdetben ellenezte a nyugati és a keleti egyház szakadásának megszüntetését célzó egyesítési terveket. Az egyesítést azonban az 1274-es második lyoni zsinat kapcsán maga a császár is támogatta, János pedig börtönbe került hajthatatlansága miatt. Az elzárás alatti időt olvasással és elmélkedéssel töltötte, és végül megenyhült a nyugati kereszténység irányában. 1275-ben őt emelték Konstantinápoly pátriárkájává, de az egyesítésülést ellenző köznép lázongásai miatt később (1282) lemondott tisztségéről, és egy kolostorba vonult vissza. 1297-ben Bithüniában fejezte be életét.